# Platycerus miyashitai
Platycerus miyashitai es una especie de coleóptero de la familia Lucanidae.

## Distribución geográfica
Habita en Kachin (India).